# Vennbahn
«  Ligne des Fagnes » redirige ici. Pour les autres significations, voir Fagne.
La Vennbahn (littéralement ligne de chemin de fer des Fagnes) est une ancienne ligne de chemin de fer belge (lignes 48 et 49) dont le parcours pénètre par endroits sur le territoire allemand. Selon le traité de Versailles, la voie ferrée ainsi que ses stations et installations se trouvent entièrement sous la souveraineté de la Belgique et font donc partie de son territoire, créant ainsi cinq enclaves allemandes du côté ouest de la ligne de chemin de fer.
Le tracé de la voie est à présent une piste cyclable sur de nombreux tronçons du réseau RAVeL.

## Histoire

### Une ligne d'origine prussienne
La Vennbahn a été construite à l'origine par l'État prussien pour relier le centre industriel de Rothe Erde, à l'est d'Aix-la-Chapelle, à la ville de Luxembourg par le plus court chemin (ligne 47 Sankt Vith - Troisvierges).
La ligne d'Aix-la-Chapelle à Troisvierges (Grand Duché du Luxembourg) est inaugurée par étapes :
- de Stolberg à Hahn : le 15 septembre 1881
- d'Aix-la-Chapelle à Hahn : le 1er juillet 1885
- de Hahn à Montjoie (via Raeren) : le 30 juin 1885
- de Monschau à Waimes : 1er décembre 1885
- de Waimes à Saint-Vith : 20 novembre 1887
- de Saint-Vith à Lommersweiler : 1er octobre 1888
- de Lommersweiler à Troisvierges : 4 novembre 1889

Plusieurs embranchements sont mis en service à la même période :
- la ligne Waimes-Malmédy est mise en service dès le 1er décembre 1885, avant que la Vennbahn n'atteigne Saint-Vith ; cette ligne (actuelle ligne 45) resta en impasse jusqu'en juin 1914, lorsque fut réalisée la ligne vers Stavelot
- la ligne de Raeren à Eupen est mise en service le 3 août 1887 ; Eupen est déjà connecté au réseau prussien depuis 1864
- afin de connecter la Vennbahn au réseau prussien à ses deux extrémités, un embranchement de Lommersweiler à Pronsfeld est inauguré le 1er octobre 1888 ; Pronsfeld se trouvait alors sur une ligne menant à Gerolstein, sur la ligne de l'Eifel.

L'inauguration de la ligne dans son intégralité eut lieu le 4 novembre 1889. Celle-ci fut rapidement dévolue au transport de charbon et de minerai de fer. Cette voie permit aussi de désenclaver diverses régions rurales et de stimuler leur économie, telles l'Eifel occidentale et le plateau des Hautes Fagnes, permettant également aux habitants d'aller travailler dans des centres industriels désormais accessibles.
Le parcours fut à diverses reprises modifié, notamment pour permettre la mise de certains tronçons à double voie, et réduire les courbes (auparavant des rayons de moins de 300 mètres) et les pentes (auparavant jusqu'à 1,7 %).
La Première Guerre mondiale donna à la Vennbahn une importance nouvelle sur le front occidental car à partir du 2 août 1914, la ligne permit l'acheminement massif de troupes vers la ceinture de forts de Liège. Plusieurs embranchements ont été construits à partir de la Vennbahn pendant cette guerre, la reliant notamment à la ligne Liège-Luxembourg (vallées de l'Amblève et de la Salm), de sorte que celle-ci représenta bientôt un nœud de transport nord-sud stratégique sur le front Occidental.

### Transfert de souveraineté

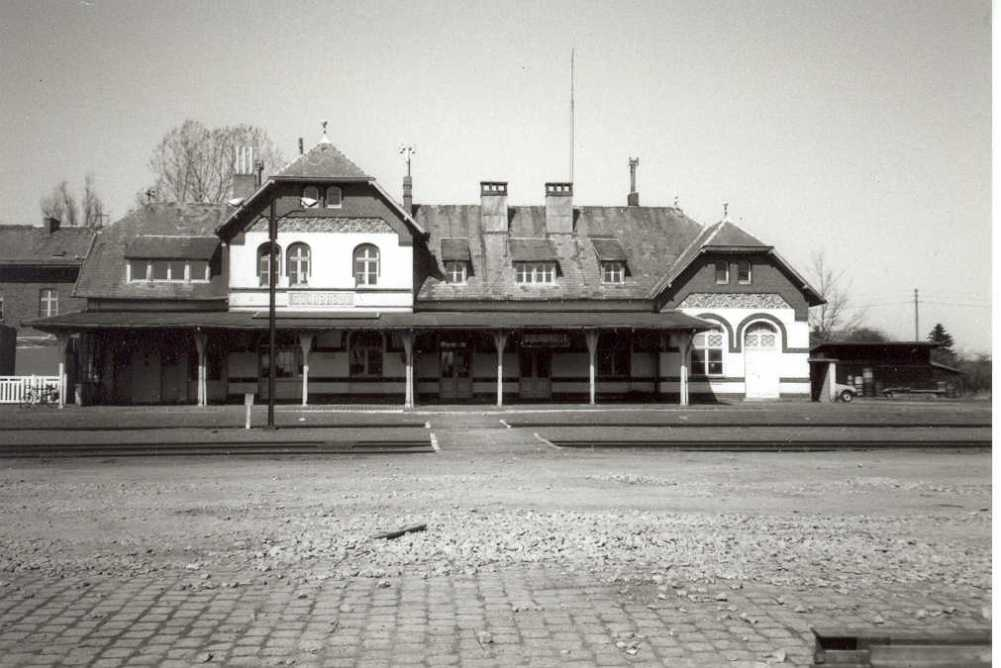
La gare de Sourbrodt.

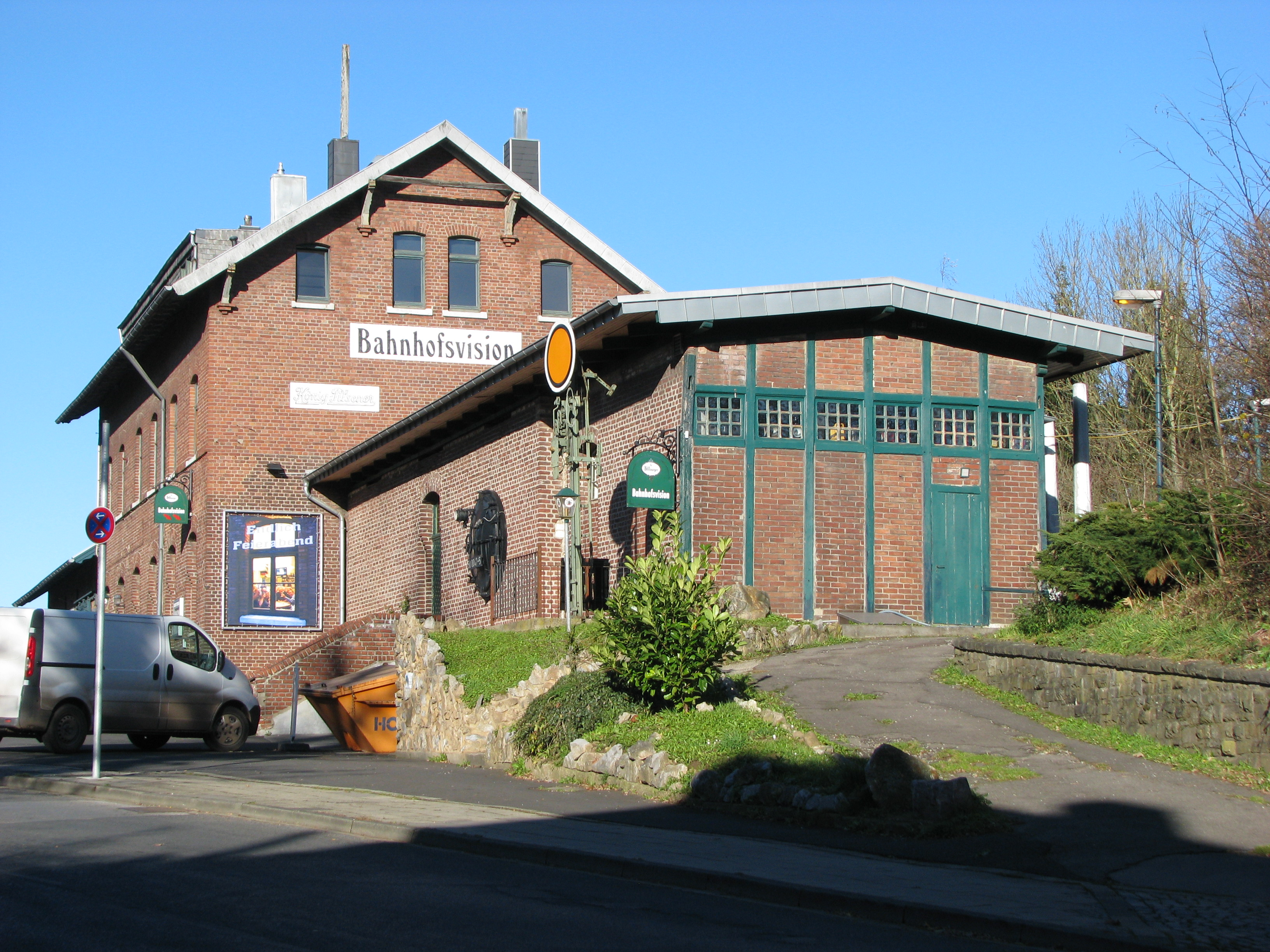
La gare de Kornelimünster, aujourd'hui un restaurant.

Le traité de Versailles attribua à la Belgique les cantons prussiens d'Eupen et Malmedy, désormais connus sous le nom de « cantons rédimés » ou encore de « Territoire d’Eupen-Malmédy » géré jusqu’en 1925, pour le compte du Ministère des Colonies, par le lieutenant-général Herman Baltia, à l’instar des Territoires allemands africains du Ruanda-Urundi, également sous mandat belge. Dans l'ensemble des cantons de l'est, la propriété des sociétés et des particuliers allemands était garantie par des principes généraux de droit. Nul ne peut, en effet, être privé de sa propriété que moyennant une juste et préalable indemnité et il faut ensuite un acte authentique en bonne et due forme pour opérer et constater le transfert de propriété. Voir aussi, ci-après, l'article 37 du traité de paix de Versailles.
On se trouvait ainsi indubitablement dans le cas prévu par l’article 372 du traité de Versailles : lorsque, par suite du tracé des nouvelles frontières, une ligne reliant deux parties d’un même pays traversera un autre pays, ou lorsqu’une ligne d’embranchement partant d’un pays se terminera dans un autre, les conditions d’exploitation seront réglées par un arrangement conclu entre les administrations des chemins de fer intéressés. La Belgique revendiqua (et obtint) ainsi la souveraineté sur la ligne de chemin de fer reliant du nord au sud les territoires nouvellement récupérés sur l'Allemagne. L’article 371 du traité avait pour sa part prévu que les abords immédiats des voies de chemin de fer, des gares et des installations techniques enclavés seraient attribués « au pays où ils se situeraient ».
L'article 27 du traité de Versailles a décrit la nouvelle frontière d'une manière générale. Par ailleurs, l’article 35 prévoyait une commission composée de sept membres, cinq alliés, un Allemand et un Belge, pour tracer sur le terrain la nouvelle frontière entre la Belgique et l’Allemagne, en tenant compte des facteurs économiques locaux et des liens de communication. Mais, les États-Unis n’ayant pas ratifié le traité de Versailles et la France refusant qu’on en modifiât même le moindre détail, les travaux de facto de la commission de délimitation, réduite à six membres, n’avaient pas de valeur de jure.
Pour matérialiser l'attribution de la ligne à la Belgique, cette commission proposa d'inclure dans le territoire belge toutes les parcelles cadastrales du terrain du chemin de fer, créant ainsi des portions de territoire belge isolées en Allemagne et allemandes en Belgique, situation plus complexe que le tracé prévu par l’article 27-1°.

### Ligne frontière belge et enclaves allemandes

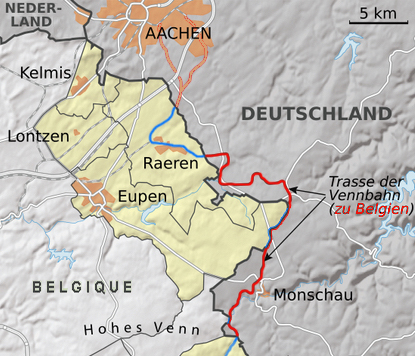
En bleu - la ligne des Fagnes en Belgique ; en jaune - les communes germanophones ; en rouge - la portion belge du Vennbahn en Allemagne.

L’Allemagne estima que la commission s’était écartée des articles 27 1°, 371 et 372 du traité, et même de l'article 35 qui l’avait créée, mais co-signa néanmoins l’ensemble de ses travaux à Aix-la-Chapelle le 6 novembre 1922 dans un atlas de 129 feuilles. Ont signé ce document : le président de la commission : lieutenant-colonel français Thilo, le colonel britannique Whitlock, le lieutenant-colonel italien Pellisone, le commandant japonais Sakaï, le Landrat (préfet et président élu du conseil du Kreis) allemand Helman et le directeur au ministère belge des colonies Maury.
La nouvelle frontière germano-belge définie par l’article 27-1° du traité recoupait à cinq reprises le trajet de la Vennbahn qui devenait lui-même frontalier sur deux tronçons.
Cinq exclaves allemandes, dont le village de Mützenich et les environs de Roetgen, se trouvent depuis séparées par la Vennbahn et ses parcelles du territoire allemand, situation qui n’a pas posé de problème pour leurs habitants, dans la mesure où le réseau routier restait connecté et où les passages à niveau ne constituaient pas des points de passage frontaliers. En revanche, cela posa des problèmes fonciers pour la revente de parcelles de terrain dont la propriété ne pouvait être enlevée aux Chemins de Fer Royaux de Prusse.

### Exploitation ultérieure
La Vennbahn fut administrée par la Société nationale des chemins de fer belges, créée en 1926. Les dispositions du traité de Versailles furent de facto annulées pendant la Seconde Guerre mondiale, l’Allemagne nazie reprenant alors possession, pour quatre ans, des « cantons rédimés », et la Vennbahn étant administrée par la Reichsbahn. La Vennbahn fut un objectif majeur au moment de la bataille des Ardennes. La plupart des ponts ferroviaires et le tunnel d'Elcherath entre Burg-Reuland et Lommersweiler furent détruits. La reconstruction prit du temps et ne fut, au sud de Malmedy et Saint-Vith, tout simplement pas entreprise. L’industrie et les exploitations forestières cessèrent petit à petit d’utiliser ce moyen de transport. L’armée belge utilisa encore un temps ces installations pour l’acheminement de matériel lourd vers le camp d’entraînement militaire d’Elsenborn.

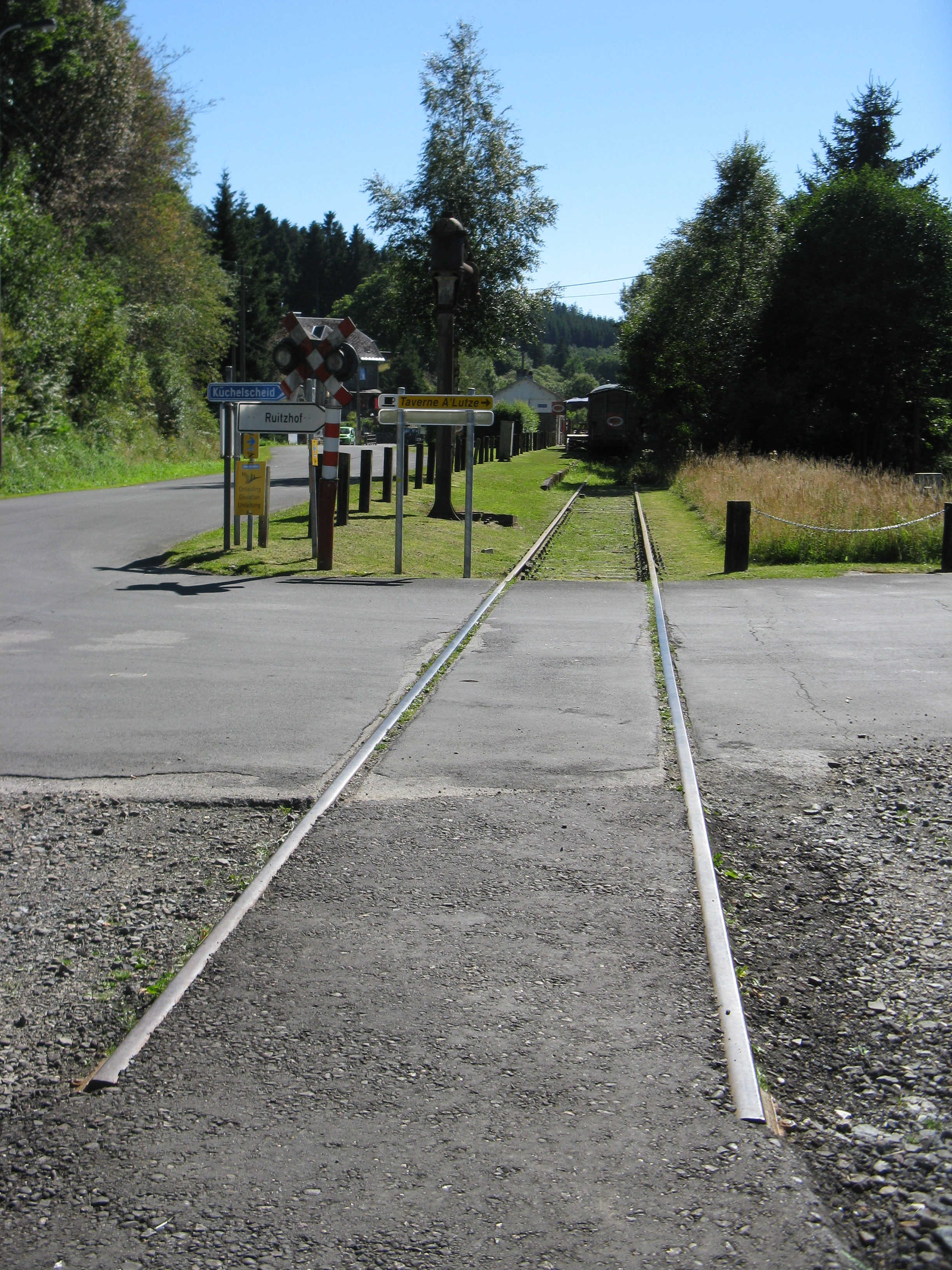
La fin de la voie en gare de Kalterherberg.

L’importance du fret diminua fortement après la guerre car la zone douanière de la voie de chemin de fer, auparavant unique, fut scindée en quatre jusqu’à l’établissement de la CECA, en 1952.

## L'asbl "Vennbahn"
Après la remise en état totale de la partie septentrionale du réseau, une tentative a été faite de l’exploiter à des fins touristiques à partir de 1990. Les rails étant conservés et plusieurs excursions en train de l'association GTF ayant rencontré un franc succès, l'association sans but lucratif "Vennbahn VoE" voit le jour en 1990 et rachète du matériel ancien (dont une locomotive à vapeur construite en Belgique) afin d'organiser des trains touristiques jusque Waimes. L'association profite pour cela de subsides européens Interreg liés à l'Euregio Meuse-Rhin. Ses ateliers sont à Raeren et comprennent un nouveau hangar, financé et mis à disposition par la Communauté germanophone de Belgique. L'association compte également sur l'armée belge pour maintenir à niveau la voie de la ligne Raeren - Waimes, mais cette dernière est abandonné à la fin des années 1990, la doctrine des "lignes d'intérêt stratégique" qui prévoyait l'entretien d'une série de lignes inutilisées afin de pouvoir les réutiliser en cas d'invasion terrestre. Le mauvais état de la voie (instabilité du terrain à certains endroits, ces instabilités sont causées par d’anciennes mines prussiennes qui nécessitent d’importants travaux de consolidation. Les lignes de bus du TEC Liège-Verviers 385 & 394 ont remplacé les trains entre 1962 et 1991 à mesure que des portions de la Vennbahn étaient désaffectées au trafic de passagers), combiné avec les problèmes financiers liés à la réduction des subsides sonnent finalement le glas de ce projet qui pris fin le 12 novembre 2003. L'association est dissoute et les engins sont vendus, démolis ou abandonnés sur place.

### Les collections
Les listes suivantes ne sont pas exhaustives et devront être complétées ou actualisées au fil du temps (dernière actualisation en janvier 2024) :

#### Locomotive à vapeur
| Photo | Matricule  | Constructeur et date                  | État actuel                                                        | Origine et informations techniques |
| ----- | ---------- | ------------------------------------- | ------------------------------------------------------------------ | --- |
|       | DR 50.3666 | Société Franco-Belge (Belgique), 1943 | Hors service depuis 2015 (en attente d'une restauration complète). | - Locomotive à vapeur de type 150. - Numéro constructeur 2567. - Chauffe au fioul lourd depuis 1992. - Acquise en 1994 par l'association. - Suite de la faillite de l'asbl, elle fut rachetée en novembre 2006 par l'asbl néerlandaise Veluwsche Stoomtrein Maatschappij (et renumérotée BR 50.0073-2). - Vendue à l'asbl néerlandaise ZLSM fin 2023. Il est prévu de la remettre en état de marche (avec une reconversion au charbon) mais pas avant quelques années. - 22,6 m, 146 t en ordre de marche, vitesse maximum : 80 km/h (1 600 ch). - Timbre chaudière : 00 kg/cm². - Capacité de la soute de fioul lourd (Tender) : 00 000 L (00 m3). - Capacité de la soute à eau (Tender) : 26 000 L (26 m3). |

#### Locomotives et locotracteurs diesel
| Photo | Matricule  | Constructeur et date                | État actuel                        | Origine et informations techniques |
| ----- | ---------- | ----------------------------------- | ---------------------------------- | --- |
|       | DB Koe4978 | Deutz AG (Allemagne), 1939          | Hors service                       | - Locotracteur d'origine allemand. - Aquis en 1993. - Vendue en 2003 à la société "Chez Jacky" (à Lontzen) à la suite de la faillite de l'asbl. - 00 m, 00 t, vitesse maximum : 00 km/h. - Capacité du réservoir à gazole : 0 000 L (0 m3). |
|       | DB Köf6436 | Deutz AG (Allemagne), 1959          | Hors service                       | - Locotracteur d'origine allemand. - Aquis en 1992. - Vendue en 2002 à la "Eifelbhan Linz/Rhin" (Allemagne) à la suite de la faillite de l'asbl. - 00 m, 00 t, vitesse maximum : 00 km/h. - Capacité du réservoir à gazole : 0 000 L (0 m3). |
|       | CFL 1603   | Anglo-Franco-Belge (Belgique), 1955 | Hors service                       | - Disposition des essieux : deux bogies de 3 essieux moteurs dite Co'Co'. - 19 m, 108 t, vitesse maximum : 140 km/h (réduit à 120 km/h en 1980). - Capacité du réservoir à gazole : 3 500 L (3,5 m3). - Mise hors service en 1995. - Cette locomotive est restée dans sa livrée luxembourgeoise d'origine, elle fut acquise par l'association en 1996. - Acquise en 2005 par le PFT à la suite de la faillite de l'asbl. - Le Moteur est tournant mais une révision de sa génératrice principale doit être réalisée. |
|       | SNCB 5922  | Cockeril (Liège), 1954              | Opérationnelle (depuis juin 2022). | - Disposition des essieux : deux bogies de 2 essieux moteurs dite Bo'Bo'. - 16 m, 87,2 t, vitesse maximum : 120 km/h (1 950 ch). - Capacité du réservoir à gazole : 4 000 L (4 m3). - En service à la SNCB entre 1955 et 1971. - Mise hors service en 1987. - Dans le cadre de la liquidation de l'association, elle est d'abord rachetée par un ferrailleur (en Allemagne) puis par un privé qui la restaure complètement en quelques années. - Elle se trouve actuellement au Stoomtrein Dendermonde-Puurs.        |
|       | SNCB 5930  | Cockeril (Liège), 1955              | Ferraillée (en 2014).              | - Disposition des essieux : deux bogies de 2 essieux moteurs dite Bo'Bo'. - 16 m, 87,2 t, vitesse maximum : 120 km/h (1 950 ch). - Capacité du réservoir à gazole : 4 000 L (4 m3). - En service à la SNCB entre 1955 et 1988. - Mise hors service en 1988. - Acquise par l'association en 1990. - Dans le cadre de la liquidation de l'association, elle est rachetée par un ferrailleur en Allemagne qui l'a ferraillée.                                                                                           |

#### Voitures à voyageurs
| Photo | Matricule                 | Constructeur et date                                          | État actuel    | Origine et informations techniques |
| ----- | ------------------------- | ------------------------------------------------------------- | -------------- | --- |
|       | DB Voiture "Mitropa"      | Deutsche Reichsbahn Gothaer Waggonfabrik AG (Allemagne), 1961 | Opérationnelle | - Cette voiture est immatriculée no 50 88 08-20 002-8 P. - 25 m, 00 t, vitesse maximum : 000 km/h. - 42 places assises. - Acquise en 2011 par le PFT à la suite de la faillite de l'asbl. Elle est utilisée depuis comme voiture restaurant (à quai ou en ligne) sur le Chemin de fer du Bocq. |
|       | DB Voiture "Halbertstadt" | Ausbesserungswerke Halbertstadt, 1975                         | Opérationnelle | - Cette voiture buffet est immatriculée no 50 88 08-20 001-1 P. - 19 m, 00 t, vitesse maximum : 000 km/h. - 24 places assises. - Acquise en 2011 par le PFT à la suite de la faillite de l'asbl. Eelle est utilisée depuis comme voiture bar et local commercial sur le Chemin de fer du Bocq. |

## Le "RailBike des Hautes Fagnes"
Depuis 2004, entre les gares de Montjoie-Kalterherberg et Sourbrodt est établi un parcours de draisines ou velorail ou sous le nom de « RailBike des Hautes Fagnes ». Fin 2007, la décision était prise de procéder au démantèlement de la plus grande partie de la Vennbahn et d’adapter l'assiette de la voie au réseau RAVeL.

## Situation juridique du sous-sol
La sécurisation des anciennes mines prussiennes situées sous la Vennbahn dépend de la Région wallonne, devenue compétente pour la gestion de son sous-sol, et de l’État belge, car le Ministre Fédéral des Finances tient l’ensemble de ces mines sous séquestre depuis la guerre de 1914-1918, de sorte que les concessionnaires et ayants droit de ces anciennes concessions minières prussiennes (qui continuent d’exister dans le sous-sol belge alors que la partie allemande en a été supprimée depuis longtemps) ne sauraient ni en être tenus pour responsables, ni être forcés d’accepter des travaux auxquels ils n’auraient pas acquiescé. Seule une convention entre les gouvernements belge, allemand et luxembourgeois réglant ce point pourrait permettre d’engager les travaux nécessaires dans des conditions juridiques clairement établies.
Au vu des articles cités plus loin du traité de Versailles, la Vennbahn constituerait, pour une étude universitaire de droit ou en cas de dégâts miniers, un cas intéressant d’enchevêtrement des droits de souveraineté (articles 27, 34 et 35), de propriété immobilière (principes généraux de droit et article 37), de propriété mobilière (équipements, article 371), d’exploitation d’un chemin de fer (article 372) non reconstruit, et de législations minières allemande et belge imbriquées.
La présence de portions de concessions minières devenues belges mais non supprimées et non sécurisées sous le tracé de la Vennbahn pourrait faire craindre des accidents et des discussions difficiles pour savoir lequel des deux États (ou laquelle des communautés ou régions) devrait procéder à l’indemnisation des victimes.

## Enclaves et exclaves
| Nom,            | Surface    | Allemagne Exclave de | Belgique Enclavé par                                     | Coordonnées                 | Notes |
| --------------- | ---------- | -------------------- | -------------------------------------------------------- | --------------------------- | --- |
| Münsterbildchen | 1,826 km2  | Roetgen              | Raeren                                                   | 50° 39′ 36″ N, 6° 11′ 24″ E | La plus septentrionale des enclaves allemandes. Principalement formée de zones industrielles et d'entrepôts. |
| Roetgener Wald  | 9,98 km2   | Roetgen et Simmerath | Majoritairement Roetgen, et Simmerath à l'extrêmité est. | 50° 38′ 12″ N, 6° 14′ 32″ E | Comprend l'ouest de Lammersdorf, le sud de Roetgen, et la forêt qui les sépare. De 1922 à 1958, la bande centrale de cette enclave (entre Grenzweg et une frontière à trois angles, à l'ouest du ruisseau Schleebach) était cependant un territoire belge ; et jusqu'en 1949, la route est-ouest qui reliait les deux parties enclavées (allemandes) était également un territoire allemand. De ce fait, le territoire allemand (qui comprenait également la route de Konzen) a formé une enclave de forme étrange. En 1949, elle fut scindée en deux enclaves lorsque l'Allemagne céda ces routes à la Belgique (en). En 1958, la Belgique céda inversement la portion centrale à l'Allemagne, et rétrocéda ces routes. |
| Rückschlag      | 0,016 km2  | Montjoie             | Eupen                                                    | 50° 35′ 52″ N, 6° 14′ 53″ E | Un fragment de la ville de Montjoie, isolé à l'ouest du tracé de la ligne. C'est la plus petite des enclaves, consistant en une ferme. |
| Mützenich       | 12,117 km2 | Montjoie             | Eupen                                                    | 50° 33′ 54″ N, 6° 13′ 05″ E | Cette enclave comprend le village Mützenich, rattaché à la commune de Montjoie. Mützenich, situé à l'ouest de la ligne, choisit par consultation populaire de rester allemande. |
| Ruitzhof        | 0,937 km2  | Montjoie             | Eupen                                                    | 50° 31′ 29″ N, 6° 11′ 39″ E | La zone est essentiellement recouverte de champs et d'arbres, mais possède néanmoins quelques habitations formant le hameau de Ruitzhof. Elle est rattachée à la commune de Montjoie. C'est la plus méridionale des enclaves depuis 1949, date à laquelle la Belgique annexa (en) l'enclave de Hemmeres. |

Anciennes enclaves de la Vennbahn
- Hemmeres (1922-1949) était la sixième et la plus méridionale des enclaves de la Vennbahn créées en 1922. Elle concernait cinq habitations[8]. Le chemin de fer, ayant subi de graves dommages pendant la Seconde Guerre mondiale, ne fut pas reconstruit. Hemmeres a cessé d'être une enclave lorsque la Belgique a annexé le tout en 1949. Hemmeres fut ensuite rétrocédé à l'Allemagne de l'Ouest le 28 août 1958, aux termes d'un accord avec la Belgique.
- Roetgener Wald, comme indiqué ci-dessus, était formé de deux enclaves entre 1949 et 1958. L'enclave allemande de 1922 était plus petite que dans sa configuration actuelle, parce que sa partie centrale (une bande entre Grenzweg et une frontière à l'ouest du ruisseau Schleebach) était restée un territoire belge[9]. Ces deux parties ne formaient néanmoins qu'une enclave unique, parce que la route frontière les reliant d'est en ouest (à présent formée par les routes 258/399) ainsi que la route nord-sud qui la croise entre Fringshaus et Konzen (à présent la suite de la route B258)[10] étaient inversement restées territoire allemand jusqu'en 1949, ce qui en faisait une enclave unique aux formes étranges. En 1949, la Belgique annexa ces routes, transformant ainsi l'enclave primitive en deux enclaves pendant neuf ans. En 1958, inversement, la Belgique céda la bande centrale à l'Allemagne de l'Ouest, et rétrocéda la route frontière[11], créant ainsi une enclave unique plus grande, correspondant à sa forme actuelle.
- Le tronçon de route B258, comme indiqué ci-dessus, avait d'abord été une partie de l'enclave allemande, en tant qu'il était une voie de communication nécessaire à la vie économique de la partie allemande de la région. Le tronçon fut annexé par la Belgique en 1949, mais n'a pas été rétrocédé par l'accord de 1958. C'est donc la seule partie du territoire à avoir fait partie de l’enclave de Roetgener Wald qui ne se trouve plus à l’intérieur de cette enclave. Reliant deux routes situées en territoire allemand, ce tronçon de route « B258 » fait donc à présent partie du réseau routier belge, avec lequel il n'a pas de liaison.
- Inversement, la Belgique avait une contre-enclave près de Fringshaus (50° 37′ 34,643″ N, 6° 14′ 05,2″ E) du 6 novembre 1922 au 23 avril 1949, tant que les routes de communication de l'enclave de Roetgener Wald ont été territoires allemands. En effet, l'intersection de ces routes se faisait au nord de Fringshaus autour d'un terre-plein central, dont les 2 279 m2 ne faisaient techniquement pas partie des voies de communication, et étaient par conséquent une enclave belge. Cette contre-enclave a disparu en 1949, lorsque la Belgique a annexé les routes allemandes qui se croisaient sur ce rond-point. En 1958, lorsque la Belgique a transféré l'axe est-ouest à l'Allemagne, le terre-plein a été également rattaché à l'enclave de Roetgener Wald.

## Utilisations
La ligne est toujours utilisée en exploitation simplifiée entre Eupen et Raeren où se situent des ateliers.
Du côté allemand, elle est toujours ouverte au trafic voyageurs entre Stolberg et Breinig, desservie par des relations euregiobahn.

## Projets futurs
Un projet de réouverture au trafic voyageurs entre Eupen et Stolberg est en cours de discussion entre la SNCB et la Deutsche Bahn.
Le réaménagement de la ligne entre Raeren et Stolberg a été réalisé en 2012, mais fort peu de trains ont transité par cette ligne depuis lors.

## Clauses dutraité de Versaillesapplicables à la Belgique et à la Vennbahn
Art 27Les frontières d’Allemagne seront déterminées comme il suit :
1. Avec la Belgique :

Du point commun aux trois frontières belge, néerlandaise et allemande et vers le sud :
La limite nord-est de l’ancien territoire de Moresnet neutre, puis la limite est du cercle d’Eupen, puis la frontière entre la Belgique et le cercle de Montjoie, puis la limite nord-est et est du cercle de Malmedy jusqu’à son point de rencontre avec la frontière du Grand-Duché de Luxembourg ;
etc.
Art 31L’Allemagne, reconnaissant que les traités du 19 avril 1839, qui établissaient avant la guerre le régime de la Belgique, ne correspondent plus aux circonstances actuelles, consent à l’abrogation de ces traités et s’engage dès à présent à reconnaître et à observer toutes conventions, quelles qu’elles soient, que pourront passer les principales puissances alliées et associées, ou certaines d’entre elles, avec les Gouvernements de Belgique ou des Pays-Bas, à l’effet de remplacer lesdits traités de 1839. Si son adhésion formelle à ces conventions ou à quelques-unes de leurs dispositions était requise, l’Allemagne s’engage dès maintenant à la donner.
Art 32L’Allemagne reconnaît la pleine souveraineté de la Belgique sur l’ensemble du territoire contesté de Moresnet (dit Moresnet neutre).
Art 33L’Allemagne renonce, en faveur de la Belgique, à tous droits et titres sur le territoire de Moresnet prussien situé à l’ouest de la route de Liège à Aix-la-Chapelle ; la partie de la route en bordure de ce territoire appartiendra à la Belgique.
Art 34L’Allemagne renonce, en outre, en faveur de la Belgique, à tous droits et titres sur les territoires comprenant l’ensemble des cercles (Kreise) de Eupen et Malmedy.
Pendant les six mois qui suivront la mise en vigueur du présent traité, des registres seront ouverts par l’autorité belge à Eupen et Malmedy, et les habitants des dits territoires auront la faculté d’y exprimer par écrit leur désir de voir tout ou partie de ces territoires maintenu sous la souveraineté allemande.
Il appartiendra au Gouvernement belge de porter le résultat de cette consultation populaire à la connaissance de la Société des Nations, dont la Belgique s’engage à accepter la décision.
Art 35Une commission composée de sept membres, dont cinq seront nommés par les principales puissances alliées et associées, un par l’Allemagne et un par la Belgique, sera constituée, quinze jours après la mise en vigueur du présent traité, pour fixer sur place la nouvelle ligne-frontière entre la Belgique et l’Allemagne, en tenant compte de la situation économique et des voies de communication.
Les décisions seront prises à la majorité des voix, et seront obligatoires pour les parties intéressées.
Art 36Dès que le transfert de la souveraineté sur les territoires ci-dessus visés sera définitif, la nationalité belge sera définitivement acquise de plein droit, et à l’exclusion de la nationalité allemande, par les ressortissants allemands établis sur ces territoires.
Toutefois les ressortissants allemands qui se seraient établis sur ces territoires postérieurement au 1er août 1914 ne pourront acquérir la nationalité belge qu’avec une autorisation du Gouvernement belge.
Art 37Pendant les deux ans qui suivront le transfert définitif de la souveraineté sur les territoires attribués à la Belgique en vertu du présent traité, les ressortissants allemands âgés de plus de dix-huit ans et établis sur ces territoires auront la faculté d’opter pour la nationalité allemande.
L’option du mari entraînera celle de la femme et l’option des parents entraînera celle de leurs enfants âgés de moins de dix-huit ans.
Les personnes ayant exercé le droit d’option ci-dessus prévu devront, dans les douze mois qui suivront, transporter leur domicile en Allemagne.
Elles seront libres de conserver les biens immobiliers qu’elles possèdent sur les territoires acquis par la Belgique. Elles pourront emporter leurs biens meubles de toute nature. Il ne leur sera imposé, de ce chef, aucun droit soit de sortie, soit d’entrée.
Art 38Le Gouvernement allemand remettra, sans délai, au Gouvernement belge les archives, registres, plans, titres et documents de toute nature concernant les administrations civile, militaire, financière, judiciaire ou autres du territoire transféré sous la souveraineté de la Belgique.
Le Gouvernement allemand restituera de même au Gouvernement belge les archives et documents de toute nature enlevés au cours de la guerre par les autorités allemandes dans les administrations publiques belges, et notamment au ministère des Affaires Étrangères à Bruxelles.
Art 39La proportion et la nature des charges financières de l’Allemagne et de la Prusse que la Belgique aura à supporter, à raison des territoires qui lui sont cédés, seront fixées conformément aux articles 254 et 256 de la partie IX (Clauses financières) du présent traité.
[…]
Art 371Sous réserve de stipulations particulières, relatives à la cession des ports, voies d’eau et voies ferrées situés dans les territoires sur lesquels l’Allemagne cède sa souveraineté, ainsi que des dispositions financières concernant les concessionnaires et le service des pensions de retraite du personnel, la cession des voies ferrées aura lieu dans les conditions suivantes : 
1. Les ouvrages et installations de toutes les voies ferrées seront livrés au complet et en bon état ;
2. Lorsqu’un réseau ayant un matériel roulant à lui propre sera cédé par l’Allemagne à une des puissances alliées et associées, ce matériel sera remis au complet, d’après le dernier inventaire au 11 novembre 1918, et en état normal d’entretien ;
3. Pour les lignes n’ayant pas un matériel roulant spécial, la fraction à livrer du matériel existant sur le réseau auquel ces lignes appartiennent, sera déterminée par des commissions d’experts désignées par les puissances alliées et associées, et dans lesquelles l’Allemagne sera représentée. Ces commissions devront prendre en considération l’importance du matériel immatriculé sur ces lignes, d’après le dernier inventaire au 11 novembre 1918, la longueur des voies, y compris les voies de service, la nature et l’importance du trafic. Elles désigneront également les locomotives, voitures et wagons à céder dans chaque cas, fixeront les conditions de leur réception et régleront les arrangements provisoires nécessaires pour assurer leur réparation dans les ateliers allemands ;
4. Les approvisionnements, le mobilier et l’outillage seront livrés dans les mêmes conditions que le matériel roulant.

Les dispositions des paragraphes 3° et 4° ci-dessus seront appliquées aux lignes de l’ancienne Pologne russe, mises par l’Allemagne à la largeur de la voie allemande, ces lignes étant assimilées à des parties détachées du réseau de l’État prussien.
Art 372Sous réserve des stipulations particulières contenues dans le présent traité, lorsque, par suite du tracé des nouvelles frontières, une ligne reliant deux parties d’un même pays traversera un autre pays, ou lorsqu’une ligne d’embranchement partant d’un pays se terminera dans un autre, les conditions d’exploitation seront réglées par un arrangement conclu entre les administrations des chemins de fer intéressés. Au cas où ces administrations ne parviendraient pas à se mettre d’accord sur les conditions de cet arrangement, les conflits seraient tranchés par des commissions d’experts constituées comme il est dit à l’article précédent.